# Juan Escalante de Mendoza
Para consultar el artículo sobre el conquistador español que viajó en la expedición de Hernán Cortés, véase Juan de Escalante.
Juan Escalante de Mendoza (Ribadedeva, 1529- Nombre de Dios, 1596) fue un escritor, navegante y cartógrafo español.

## Orígenes
Nació –según él mismo confiesa en el prefacio de su tratado de navegación y náutica– «en las nobles y antiguas casas y solares de Noriega  y la Concha de Colombres en el valle de Ribadedeva en la diócesis de Oviedo». Hay que aclarar que, en la Edad Moderna, el territorio del Deva se encontraba en la demarcación de la Asturias de Santillana, para pasar en 1779 a formar parte de la Provincia de Cantabria y quedar por fin, en 1833, en territorio asturiano tras la última división provincial.
En un interrogatorio de preguntas que se le presentaron en Sevilla en 1558-59, declaró tener 30 años más o menos, habiendo por tanto nacido hacia 1529 o 1530. Fueron sus padres García de Escalante y Juana de Mendoza, ambos descendientes de familias nobles montañesa y alavesa, respectivamente.
Las primeras letras las aprendió en la villa de Potes, hecho que ha llevado a varios autores –entre ellos, Cesáreo Fernández Duro– a afirmar que era natural de esa localidad. Amante de la aventura e inclinado a las cosas de la mar, Juan Escalante, a pesar de ser huérfano y vivir en un hospicio (cosa que le aseguraba una cama y un sustento seguro), contando con sólo 11 años de edad decidió escaparse y cruzar Castilla, destino a Sevilla –sede de la Casa de la Contratación de Indias y principal puerto de donde salían y llegaban los navíos y flotas del Nuevo Mundo–, a casa de su tío el capitán Álvaro de Colombres, en cuyos navíos empezó a navegar.

## Carrera como marino
Cuando llegó a los 18 años ya surcaba los mares en sus propios barcos. En 1548, 49 y 50 viajó a las Indias con su tío Álvaro en la Armada y Flota de Tierra Firme. Por estos años hizo también diversos viajes a Holanda y a Indias y se enfrentó con diversos piratas, principalmente franceses, de los que siempre salió victorioso.
En Sevilla, donde se avecindó, contrajo matrimonio con Juana de Salgado, hija del licenciado Alexo Salgado Correa, juez de la Casa de Contratación de Indias, con la cual tuvo al menos un hijo llamado Alonso Escalante de Mendoza. 
Se convirtió en armador y amasó una de las mayores fortunas de la época.
Llegó a ocupar una de las plazas de veinticuatro de la ciudad más importante del mundo en la época.
En 1558, Juan Escalante realizó un nuevo viaje a América en la flota de Honduras. Esta vez iba como maestre del Trinidad, navío en el que años atrás su tío Álvaro de Colombres había desempeñado el mismo oficio. Como maestre del Trinidad –barco que al parecer perteneció a la familia– realizó en 1560, 1561 y 1565 tres viajes más a las Indias en la Armada y Flota de Nueva España (México). 
Tal era su pericia y tal respeto alcanzó que en los periodos de vacancia ocupaba el cargo de Piloto Mayor de la Casa de la Contratación de Sevilla.
Su pericia como marino, sus amplios conocimientos náuticos y su valor como soldado hicieron que en 1595 la Corona  le nombrase Capitán General de la Armada y Flota de la Nueva España.  Falleció en 1596 en la ciudad de Nombre de Dios (en la actual Panamá), en el transcurso de su primer viaje como Capitán General de la Armada.
Su figura ha sido históricamente excepcional ya que la mayoría de los Capitanes Generales que tuvo la Flota de Nueva España eran nobles y de trayectoria militar, pocos fueron los que alcanzaron el nombramiento avalados por su trayectoria militar, pero sólo uno, el que sin ser noble, ni tener pasado militar, alcanzó la gloria: D. Juan Escalante de Mendoza.

## Itinerario de navegación
Dejó escrito un Itinerario de navegación de los mares y tierras occidentales, obra terminada en 1575 y dedicada a Felipe II. Este manuscrito, conservado en la biblioteca del Museo Naval de Madrid, es uno de los tratados de navegación y náutica más importantes y completos que se hayan escrito en el siglo XVI. El códice está dividido en tres libros y escrito en forma de diálogos entre un joven que quiere conocer el arte de la navegación y el piloto del navío donde está embarcado. Mediante estos amenos diálogos, Juan de Escalante va describiendo detalladamente los derroteros o rutas marítimas para ir de España a las Indias, exponiendo a la vez los conocimientos que se tenían en su época sobre navegación y náutica –astronomía, pilotaje, meteorología, cosmografía, cartografía, construcción naval, etc.–, todo ello enriquecido con sus experiencias y sus propios estudios. 
A pesar de que el Consejo de Indias aprobó la obra, una vez consultados los informes de los más destacados pilotos y cosmógrafos de la Casa de Contratación de Sevilla, no dieron al asturiano el permiso para imprimirla por temor a que los demás países, y sobre todo los piratas y corsarios, se aprovechasen de la amplia información contenida en el libro para atacar con más éxito a las flotas españolas que iban o venían de América. Habrían de pasar más de trescientos años para que el tratado fuese editado. Esta primera publicación, efectuada en Madrid en 1880, corrió a cargo de Cesáreo Fernández Duro, quien no imprimió todo el manuscrito sino sólo el Libro Primero, que insertó en el tomo V de sus Disquisiciones Náuticas. Más de cien años después, en 1985, el Museo Naval publicó, por fin, el manuscrito completo.